# Julius Adolf Rühlmann
Julius Adolf Rühlmann (Dresden, Saxònia, ibídem 28 de febrer de 1816 - 27 d'octubre de 1877) fou un músic alemany del Romanticisme.
El 1856 fou nomena professor de piano i d'història de la música en el Conservatori. Entre altres obres didàctiques i històriques, va escriure una interessant Història dels instruments d'arc, que fou publicada el 1882.